# 蝰鱼
蝰鱼（学名：Chauliodus sloani），又稱蓬萊鱛，为輻鰭魚綱巨口魚目巨口鱼科蝰鱼属的鱼类。分布于大西洋、印度洋和太平洋的温热带海域、地中海、台湾本岛以及南海、东海等海域，垂直分布约500-2500米，本魚身體銀虹色，細長的身體，背鰭與較多的連續發光器的位置向前，體長可達35公分，屬肉食性，以魚類及甲殼類為食。该物种的模式产地在直布罗陀。其頭椎的第二節至第七節，再加上以第一節頭椎作吸震，使其口可張開至120度之巨。

## 外部連結
- 蝰鱼的圖片 （页面存档备份，存于）